# Гребнице (Шамац)
Гребнице је насељено мјесто у општини Шамац, Република Српска, БиХ. Према прелиминарним подацима пописа становништва 2013. године, у насељу је живјело 445 становника.

## Становништво
| Демографија | Демографија | Демографија |
| Година      | Становника  | Становника  |
| ----------- | ----------- | ----------- |
| 1948.       | 1.645       |             |
| 1953.       | 1.704       |             |
| 1961.       | 1.764       |             |
| 1971.       | 2.003       |             |
| 1981.       | 2.094       |             |
| 1991.       | 2.210       |             |